# Estação Ferroviária de Porto-Campanhã
A Estação Ferroviária de Porto - Campanhã, originalmente denominada apenas de Porto e anteriormente de Pinheiro, é uma interface das linhas do Norte e Minho, situada na freguesia de Campanhã, e que serve a cidade do Porto, em Portugal. É considerada a principal estação ferroviária no Norte do país. Foi inaugurada em 21 de Maio de 1875, tendo sido desde o princípio um importante núcleo ferroviário, tanto no movimento de mercadorias e passageiros, como na gestão ferroviária e na manutenção de material circulante. Porém, a sua localização afastada em relação ao centro do Porto criou problemas de acesso, que só foram resolvidos com a inauguração da Estação de São Bento, em 1896. Na década de 1900, entrou ao serviço a estação de Contumil, que também funcionava como um grande centro de manutenção e gestão de material circulante, aliviando as oficinas de Campanhã, que não tinham já capacidade suficiente para essa função, nem espaço suficiente para se expandirem. Ao longo do século XX, a estação conheceu várias obras de modernização, incluindo a remodelação dos sistemas de sinalização e controlo de tráfego e a instalação de iluminação eléctrica na década de 1930, a electrificação da via férrea na década de 1960, e a expansão e reorganização do complexo na década de 1990.

## Caracterização

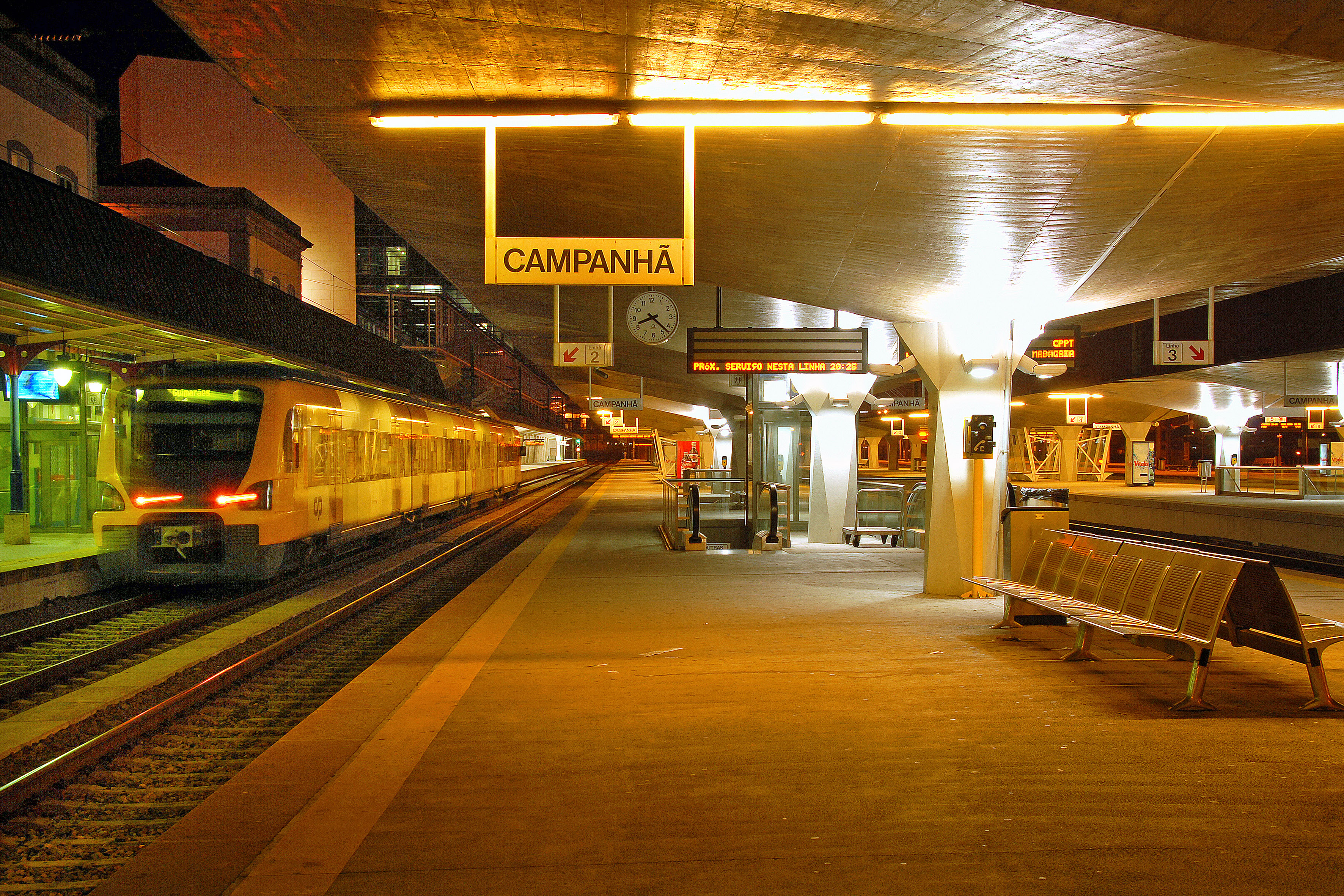
Plataformas da estação, em 2008.

### Localização e acessos
Esta interface tem acesso pelo Largo da Estação, nos subúrbios da cidade do Porto.

### Infraestrutura
Em 2004, esta interface tinha a classificação de tipologia A da Rede Ferroviária Nacional, contava com dezasseis vias de circulação, onde se podiam realizar manobras, e dispunha de equipamentos para informação ao público. Em 2010, ainda existiam as dezasseis vias de circulação, cuja extensão variava entre os 220 e os 555 m; as plataformas tinham um comprimento entre os 220 e os 510 m, e uma altura de 90 cm, excepto a primeira, com 65 cm. O edifício de passageiros situa-se do lado poente da via (lado esquerdo do sentido ascendente, a Monção).

### Serviços
Campanhã funciona como a principal gare do Porto para os comboios de longa distância, sendo também utilizada por serviços regionais e suburbanos.

## História

### Século XIX

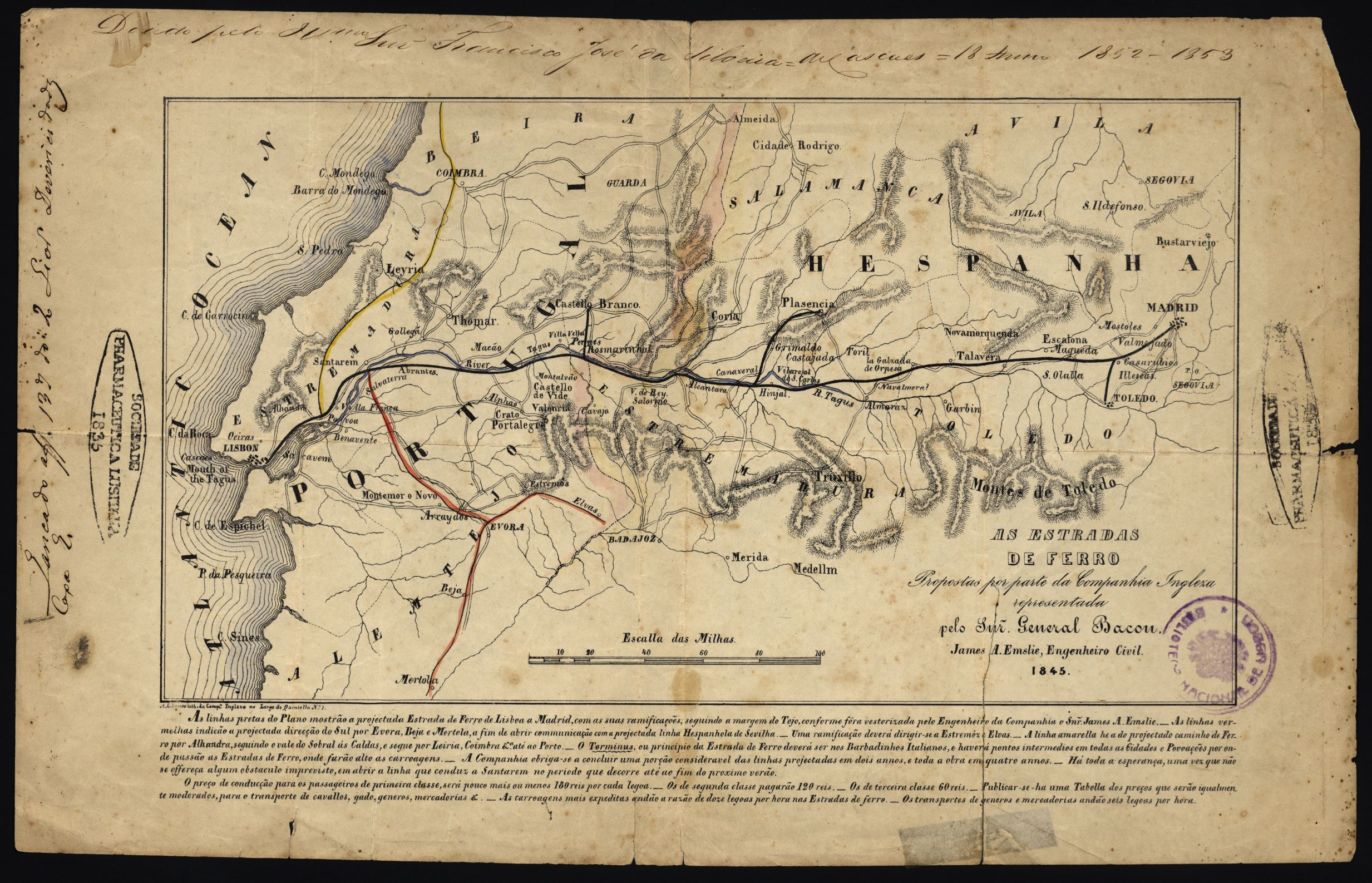
Mapa com os projectos dos caminhos de ferro em 1845. A linha a amarelo foi a via férrea proposta de Alhandra ao Porto, que passaria pelas Caldas da Rainha, Leiria e Coimbra.

#### Antecedentes
A mais antiga referência ao caminho de ferro em Portugal terá sido uma carta de Benjamim de Oliveira para o Conde de Tojal, datada de 10 de Outubro de 1844, onde este sugeriu a construção de uma linha de Lisboa ao Porto. Por iniciativa de Benjamim de Oliveira, em 6 de Dezembro desse ano fez-se uma reunião de empresários ingleses em Londres para financiar a construção da linha. No entanto, esta proposta não foi aproveitada devido à formação da Companhia das Obras Públicas de Portugal, em 19 de Dezembro, criada pelo Conde de Tomar para desenvolver os transportes em Portugal, incluindo a construção de um caminho de ferro entre Lisboa e a fronteira com Espanha. Porém, esta iniciativa falhou devido à agitação política, que determinou o fim do Cabralismo.
Só em 1851, após a Regeneração, é que se retomou a ideia de desenvolver as vias de comunicação, tendo o Duque de Saldanha formado o Ministério das Obras Públicas, Comércio e Indústria em 30 de Agosto de 1852, entregando-o de seguida a Fontes Pereira de Melo. Assim, iniciou-se a construção da linha entre Lisboa e o Porto, cujo troço até Vila Nova de Gaia foi concluído em 7 de Julho de 1864. Com a abertura até Gaia, o Porto ficou ligado à capital por via férrea, embora de forma ainda imperfeita, uma vez que o atravessamento do rio Douro criava problemas ao acesso da cidade ao caminho de ferro. Com efeito, quando ainda em 1852 foi nomeada uma comissão para estudar o traçado do Caminho de Ferro do Norte, uma das suas instruções era encontrar uma solução para trazer a via férrea até à margem Norte do rio. No entanto, encontrar um local para passar o rio era muito difícil, não só devido às margens altas e escarpadas, mas também porque depois tinha de fazer conduzir a linha ao longo da margem direita até um local apropriado para a estação do Porto. Esta teria de ser de grandes dimensões, de forma a ter espaço suficiente para albergar o movimento da Linha do Norte e das futuras linhas do Minho e Douro, e ao mesmo tempo teria de estar tão próxima quanto possível do centro da cidade.
Entretanto, em 14 de Setembro de 1859 foi assinado um contrato provisório com José de Salamanca y Mayol para a conclusão das linhas do Norte e Leste, que foi aprovado por uma carta de lei de 5 de Março de 1860, embora com algumas alterações, incluindo um prazo limite de três anos até chegar à margem esquerda do Rio Douro, e de 4 anos até à margem direita, incluindo a estação terminal na cidade do Porto.
Foram estudados três traçados para o troço de Vila Nova de Gaia ao Porto, que deviam obedecer a várias bases, do ponto de vista da exploração: o traçado devia ser tão curto quanto possível e sem rampas muito acentuadas, e a estação terminal devia estar o mais aproximado possível do centro da cidade, num local de fácil acesso por estrada, e devia permitir uma fácil continuação da linha férrea para o Minho.

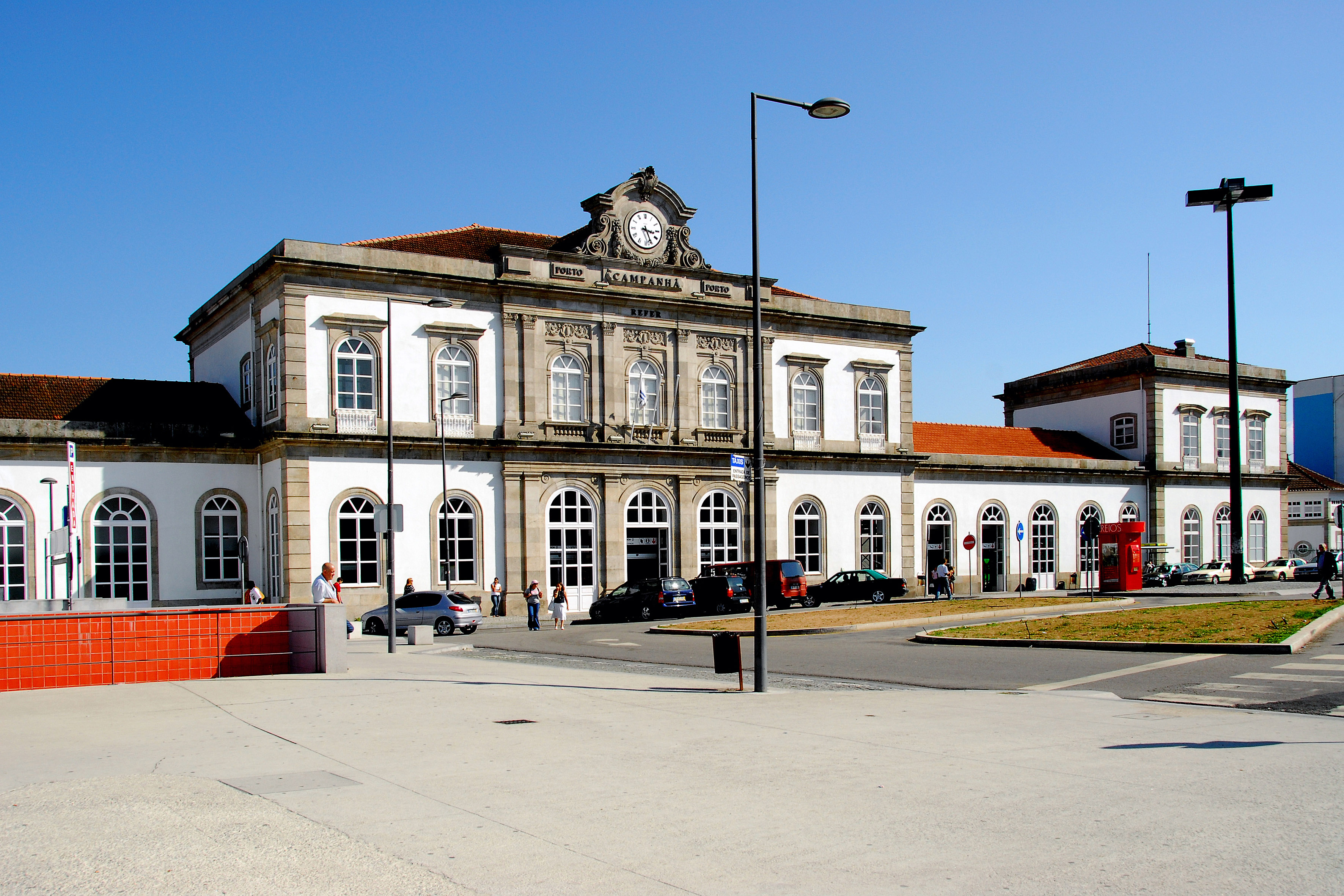
Entrada da estação, em 2008.

#### Traçado de Campanhã
O primeiro plano regular para a última secção da Linha do Norte foi apresentado por Eusébio Page, director da empresa construtora, em 11 de Fevereiro de 1862, que propunha a construção da estação terminal no esteiro de Campanhã, junto ao rio, a uma altura de 23,80 m da maré baixa. Este plano, conhecido como Traçado de Areinho ou de Campanhã, não chegou a ser aprovado, embora uma portaria de 6 de Março de 1862 tenha imposto uma maior elevação ao tabuleiro, de forma a diminuir as rampas e permitir que a estação fosse construída na encosta do vale de Campanhã, junto à estrada para a cidade, onde ficaria numa posição melhor para receber a futura linha do Minho. A estação seria apenas para a Linha do Norte, tendo a Linha do Minho um terminal próprio na cidade. A ligação entre as duas linhas feitas através de um ramal, que entroncaria na Linha do Minho em Rio Tinto. A estação ficaria ligada ao Porto pela íngreme Rua do Freixo e pela estrada marginal do Douro, que era demasiado longa e ficada intransitável durante as cheias. A principal vantagem do traçado de Campanhã era o seu reduzido comprimento, distando a estação terminal apenas cerca de cinco quilómetros da gare de Vila Nova de Gaia.
Eusébio Page reclamou desta alteração, alegando que não traria benefícios e só aumentaria os custos. Em 30 de Julho de 1862, o director da empresa construtora, Angel Arribas e Ugarte, expôs um novo projecto, que preconizava um aumento de 5 m em relação ao tabuleiro primitivo da ponte, e a instalação da gare ferroviária num local mais próximo da cidade, na encosta de Campanhã. No entanto, este projecto não foi aceite porque não tinha quaisquer soluções pormenorizadas sobre a ponte, uma vez que a companhia considerava inútil fazer planos nesse sentido enquanto o governo não aprovasse o traçado proposto. José de Salamanca queria mesmo prolongar a linha do Norte até à província do Minho, para provar que no local escolhido para a estação se poderia facilmente sair da zona do Vale do Douro, sem trabalhos excepcionais ou alterar as condições já estabelecidas para o perfil e a planta. Dessa forma, insiste com o governo no sentido do projecto ser aprovado de forma definitiva.

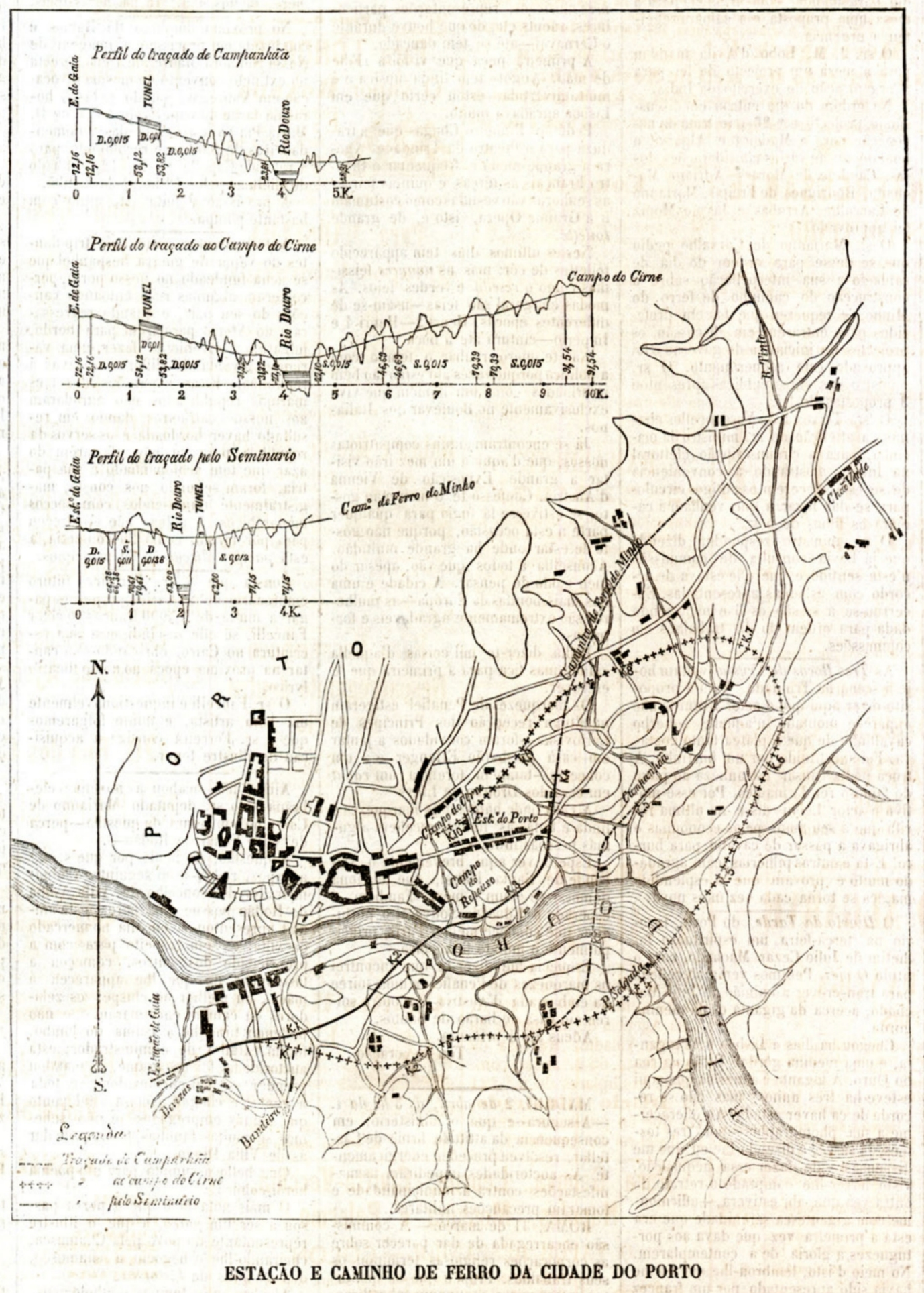
Os 3 projectos existentes para a travessia do Rio Douro e a construção da estação do Porto, tendo sido construído o Traçado do Seminário.

#### Traçado do Campo do Cirne
O ministro das Obras Públicas, João Crisóstomo de Abreu e Sousa, respondeu que devia ser feito o projecto completo, incluindo a ponte, e propôs que a estação deveria ficar no Prado do Repouso ou nas Fontainhas, por considerar serem os melhores locais para servir o comércio da cidade, tendo rejeitado o esteiro de Campanhã como impróprio, por ser em curva, não ter espaço suficiente para as necessidades de transporte da cidade, e não permitir uma ligação eficaz às linhas do Douro e Minho. Assim, uma portaria de 24 de Novembro de 1864 ordenou a elaboração de um novo projecto.
Desta forma, a empresa começou a estudar um novo traçado para levar a estação até aos locais estabelecidos, tendo sido analisadas várias hipóteses, das quais duas foram consideradas aceitáveis, uma colocando a estação terminal no Campo do Cirne, junto ao Prado do Repouso, e outra na Rua de Noeda, junto à Planície de Gondim, perto das barreiras da cidade. Tanto uma como a outra solução eram apropriadas para a estação terminal, tendo condições ideais para a continuação das linhas do Douro e Minho, e foram aceites pelos comerciantes da cidade. Outra vantagem era o facto da estação terminal ficar com bons acessos rodoviários, como descrito pelo engenheiro Pedro Inácio Lopes no seu relatório: «O acesso para a estação era muito fácil, achando-se o Campo do Cirne colocando não muito longe do centro do Porto e cercado de ruas largas que comunicam com todos os pontos importantes da cidade.» Calculava-se que a estação do Porto ficaria a cerca de 10 km de Vila Nova de Gaia, mais 8 km do que o que tinha sido contratado, e em terreno difícil, o que levaria a grandes movimentos de terra. Além disso, já se previa que as expropriações seriam difíceis e vultuosas. Assim, José de Salamanca y Mayol começou a negociar com o estado em nome da empresa construtora, no sentido de obter algumas vantagens e um aumento na subvenção, uma vez que estas obras estavam fora do contrato. Aceitava construir a estação no Prado do Repouso, mas com duas condições: os quilómetros em excesso deveriam ser pagos com uma subvenção igual aos já construídos, e os terrenos necessários deveriam ser entregues pelo governo já expropriados e pagos; em compensação, instalaria as linhas do Porto até Braga e à fronteira espanhola pela mesma subvenção quilómetrica da Linha do Norte.
Depois de difíceis negociações, em 27 de Novembro de 1865 foi assinado um acordo com a Companhia Real dos Caminhos de Ferro Portugueses para a finalização da Linha do Norte, devendo a estação do Porto ser construída no Campo do Cirne. Esta gare devia ser do tipo terminal, com a linha do Minho a entrar de forma paralela à Linha do Minho. Previa-se que este projecto, conhecido como Traçado do Campo do Cirne, iria ser de execução muito difícil, especialmente no Campo do Cirne, onde, segundo Inácio Lopes, «para colocar a estação, se tem de fazer um corte em rocha dura com 17 metros de altura, com uma largura para três ou quatro vias, necessárias ao movimento de uma estação como deve ser a do Porto». Pedro Inácio Lopes pormenorizou que «no Campo do Cirne é impossível sem grandes despesas estabelecer uma estação comum que possa satisfazer ao movimento da segunda cidade do reino, sendo testa de linha dos caminhos de ferro do Norte, do Douro e do Minho. A inspecção do perfil e planta demonstra completamente o que acabámos de dizer: há apenas um espaço de 300 metros de comprimento à saída de uma extensa trincheira em rocha dura, com a cota máxima de 17 metros, para se estabelecer uma estação de primeira classe com todas as dependências dos serviços de passageiros e de mercadorias, e depósito de máquinas de máquinas e vagões necessários para a exploração de três linhas férreas importantes. Ora, como este espaço seria insuficiente para todos estes serviços, tornar-se-ia necessário aumentar a largura da escavação no monte chamado de Barros de Lima, ou deslocar o serviço de mercadorias e de material e tracção, executando-se um terrapleno antes da entrada da escavação.» Aponta duas soluções possíveis para resolver o problema da falta de espaço: «A primeira solução seria muito dispendiosa, pela grande largura que teria a trincheira para se poderem estabelecer todas as vias de resguardo necessárias ao serviço de mercadorias, os cais e os caminhos de acesso, havendo além disto necessidade de se ocupar uma grande superfície de terreno de muito valor, por serem quintas e jardins para depósito de muitos milhares de metros cúbicos de rocha que seriam extraídos daquela enorme escavação. Posta de parte a primeira solução, que daria lugar a despesas incalculáveis, restava a segunda que consiste em separar o serviço de passageiros do de mercadorias, colocando este último em um terrapleno que se formasse antes da escavação do monte de Barros de Lima no quilómetro 8,7.» Esta última obra teria de ser feita a custo do governo, uma vez que a Companhia Real apenas era obrigada a construir uma estação para as suas linhas, que ficaria no Campo do Cirne. Inácio Lopes conclui assim que «a estação do Campo do Cirne não seria mais vantajosa aos interesses do ponto, posto que se ache mais central, visto que o local não se presta ao estabelecimento de uma grande estação comum a todas as linhas, como exige o movimento comercial da cidade mais industrial do reino.»
Um parecer do Conselho Superior de Obras Públicas de 23 de Agosto de 1866 dizia que não poderia aprovar este traçado sem receber o projecto completo da ponte sobre o Douro, porque era a peça mais importante no percurso entre o Porto e Gaia. Entretanto, a Companhia Real atravessou uma grave questão financeira, que suspendeu a construção até Janeiro de 1868, data em que se iniciou uma crise política e financeira que ainda veio atrasar mais o processo. Assim entrou-se em novas negociações, que culminaram em 28 de Maio de 1869, quando o governo exigiu que fosse entregue o projecto da ponte sobre o Douro para se resolver a questão. O projecto foi entregue em 14 de Julho, e aprovado por duas portarias de 8 de Novembro, que confirmaram igualmente o traçado até ao Campo do Cirne.
Porém, voltaram a surgir conflitos com o empreiteiro José de Salamanca, que não começou as obras quando foi determinado, pelo que a Companhia Real pediu ao governo para o obrigar a cumprir as suas obrigações. Ao mesmo tempo, surgiram novas crises políticas em 1870, e continuam os problemas económicos, além que o governo falhou em entregar os terrenos da margem direita do Rio após expropriados e livres, como tinha sido estipulado no contrato. Em 27 de Novembro, José de Salamanca enviou um ofício ao Ministro das Obras Públicas, onde declarou que não se considerava obrigado a cumprir o contrato, pois tinha apresentado os projectos a tempo, mas que ainda não tinham sido expropriados os terrenos.

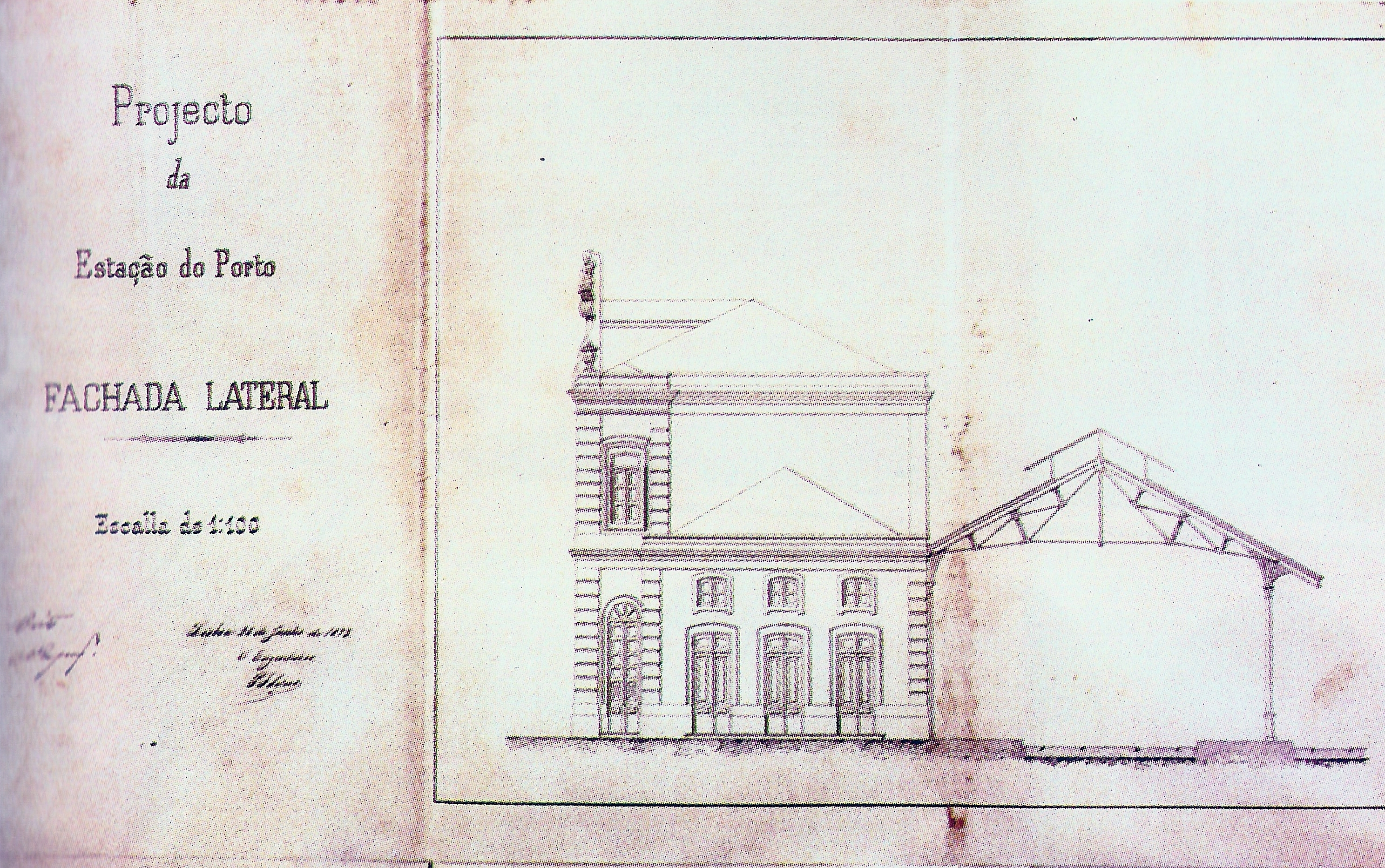
Projecto de 1874 para modificar o edifício da estação.

#### Projecto definitivo e construção
Assim, a Companhia Real comprometeu-se ela próprio a concluir a linha, tendo o director, Manuel Afonso de Espregueira apresentado, em Abril de 1872, um novo traçado que era mais curto e passava mais próximo da cidade, com uma nova estação, mais eficiente para os transbordos de passageiros e mercadorias entre a Linha do Norte e os caminhos de ferro do Minho e Douro. Esta solução foi aprovada pelo Conselho de Administração em 1 de Maio, e numa carta de 1 de Junho a companhia informava o governo que já tinha começado os estudos para o novo percurso. Em 30 de Novembro, enviou uma representação ao Ministro das Obras Públicas para pedir apoio financeiro e estabelecer desde logo as condições para o novo contrato, incluindo uma sobre a estação do Porto: «Se o governo de Vossa Majestade se quiser utilizar da estação do Porto para a exploração das linhas férreas do Minho, a Companhia prontifica-se a ampliá-la e aumentar os edifícios e mais dependências, uma vez que se lhe pague metade das despesas, que se fizerem com a construção da mencionada estação». Também estabelecia que a linha deveria ser construída em via única. O governo aceitou estas bases, e em 31 de Dezembro foi apresentado o novo traçado, conhecido por Traçado do Seminário, que na margem Norte passaria o Monte do Seminário em túnel e acompanharia a encosta do vale de Campanhã, cruzaria a Rua do Freixo, e entraria depois «num extenso patamar estabelecido na baixa de Gondim, onde projectamos a estação do Porto, comum a todas as linhas férreas que partem desta cidade.», como descrito por Inácio Lopes. O local escolhido para a estação foi «o campo de Gondim nas proximidades da quinta do barão de Valado, no ponto de cruzamento das ruas da Noeda e do Freixo, a 400 metros das barreiras do Porto.». Neste local, a estação teria bons acessos por estrada («A comunicação para a cidade terá lugar com a maior facilidade pelas ruas do Heroísmo e Noeda»), que eram largas e de pequena inclinação. Facilitaria, igualmente, a continuação das vias férreas para Norte, por ser contínuo e não necessitar de reversão dos comboios («os caminhos de ferro do Minho não serão deste modo mais do que o prolongamento para Braga e Viana do Castelo do caminho de ferro do Norte ficando a saída destas linhas férreas da estação projectada em boas condições tanto de planta, como de perfil»). Descreve o local da futura estação como tendo uma «extensão de 900 metros em linha recta, onde com pequenos movimentos de terras se pode estabelecer um terrapleno de 100 metros de largura, que satisfará a todo o movimento futuro das três linhas férreas que aí irão convergir.» Assim, teria espaço suficiente para construir uma estação que pudesse «abrangir todo o movimento de passageiros e mercadorias, e comportar todas as dependências de uma estação de primeira ordem.».
Com base no novo projecto, em 5 de Fevereiro de 1873 foi lançada uma proposta de lei, que nunca chegou a ser ratificada, apesar de ter sido várias vezes discutida e modificada. Entretanto, em 25 de Junho de 1873 a Companhia apresentou ao governo o projecto para a estação do Porto, que foi aprovado. Este projecto assumia desde já que aquela interface seria comum tanto à Linha do Norte como à rede do Minho e Douro. A Companhia alertou nessa altura que não podia ficar à espera de uma resolução que talvez nunca viesse, uma vez que assim poderia correr o risco de não ter uma estação no Porto quando a linha estivesse concluída. Assim, o governo e a companhia entraram em acordo para que as obras da estação começassem em 15 de Setembro do mesmo ano, devendo ser pagas por conta da empresa, e fiscalizadas pelo engenheiro director da construção do Caminho de Ferro do Minho. Em 15 de Maio de 1874, como ainda não se tinha legalizado o acordo proposto em Fevereiro de 1873, o governo decidiu tomar conta das obras da estação, dirigidas pelo director de construção do Minho, e sem interferência por conta da Companhia Real. Desta forma, a estação passou a ser propriedade do estado em vez de privada, marcando-se para mais tarde quais as condições em que iria servir como terminal da Linha do Norte. Em 16 de Janeiro de 1875, foi proposto um novo projecto de lei que modificava a concessão, que foi convertido em lei logo em 26 de Fevereiro, tendo o contrato com a Companhia Real sido assinado em 6 de Março, e no mesmo dia foi também aprovado o projecto de conclusão da Linha do Norte.

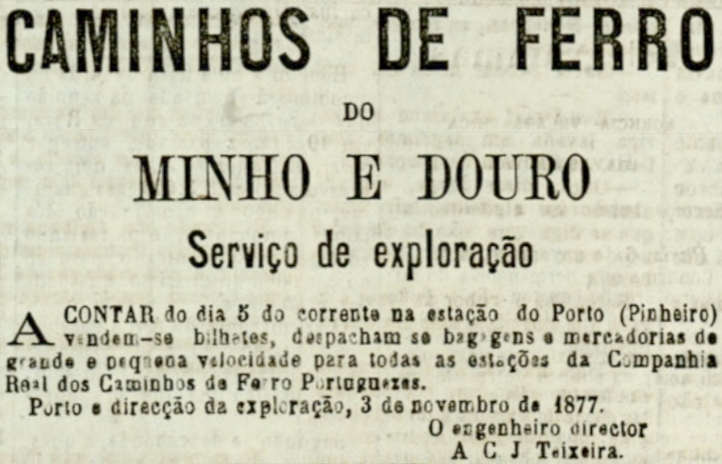
Anúncio dos C. F. M. D., para informar que em 5 de Novembro de 1877 a estação de Pinheiro (futuramente denominada de Campanhã) passou a servir os comboios da Companhia Real, devido à abertura do troço entre Gaia e Pinheiro.

#### Inauguração e ligação à Linha do Norte
O primeiro troço da Linha do Minho, entre as estações de Campanhã e Nine, entrou ao serviço em 21 de Maio de 1875, junto com o Ramal de Braga.
Entretanto, em 26 de Abril desse ano iniciaram-se os trabalhos de construção da linha entre as estações de Campanhã e Gaia, incluindo a Ponte Maria Pia, que foram concluídos em 25 de Outubro de 1877. Este lanço foi inaugurado em 5 de Novembro, concluindo a Linha do Norte.

#### Ligação à Alfândega
Uma lei de 23 de Julho de 1880 autorizou a construção de um ramal de via larga entre a estação e a Alfândega do Porto, tendo este ramal entrado ao serviço em 8 de Junho de 1889.

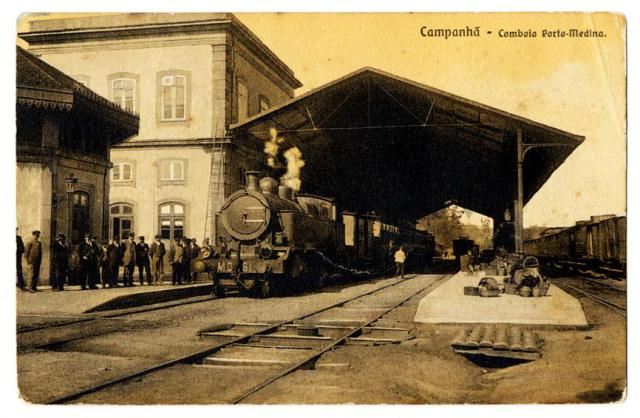
Comboio Porto - Medina na estação de Porto-Campanhã, nos finais do século XIX.

#### Ligação à Estação de São Bento
Apesar da sua importância como a interface ferroviária do Porto, a estação situava-se demasiado longe do centro da cidade, situação que prejudicava o transporte de passageiros e mercadorias. Ainda assim, concentrava um grande movimento, tendo passado, em 1893, cerca de 750 mil viajantes, e foram deslocadas cerca de 600 mil toneladas de carga. Por esse motivo, em 1888 foi determinado que a Linha do Minho devia ser prolongada desde a área de Campanhã até ao antigo local do Convento de São Bento, no centro do Porto. A Estação de São Bento foi inaugurada em 7 de Novembro de 1896. O comboio inaugural saiu da estação de Campanhã às 12:55, rebentando os petardos que tinham sido colocados nas vias da estação, e chegou a São Bento cerca de sete minutos depois. Após a cerimónia, o comboio voltou para a estação de Campanhã. O ramal para S. Bento inicia-se nas agulhas do lado Sul da estação de Campanhã.
Em 26 de Agosto de 1898, ocorreu um incêndio no topo Sul da estação, que atingiu uma cocheira para carruagens e várias arrecadações e depósitos. O incêndio começou às quatro da manhã, quando os operários estavam a entrar para o trabalho. O fogo chegou a ameaçar as casas da Rua da Estação, especialmente quando o telhado de um dos edifícios em chamas ruiu, mas conseguiu-se circunscrever o incêndio, com grandes dificuldades. Perderam-se duas carruagens de segunda classe e um furgão da Companhia Real, e duas carruagens de segunda classe do Minho e Douro, mas o restante material circulante conseguiu ser retirado, tendo-se salvo igualmente a parte do edifício que ficava mais perto da estação. Em 1899, a empresa de Emílio Biel instalou a iluminação eléctrica na estação.

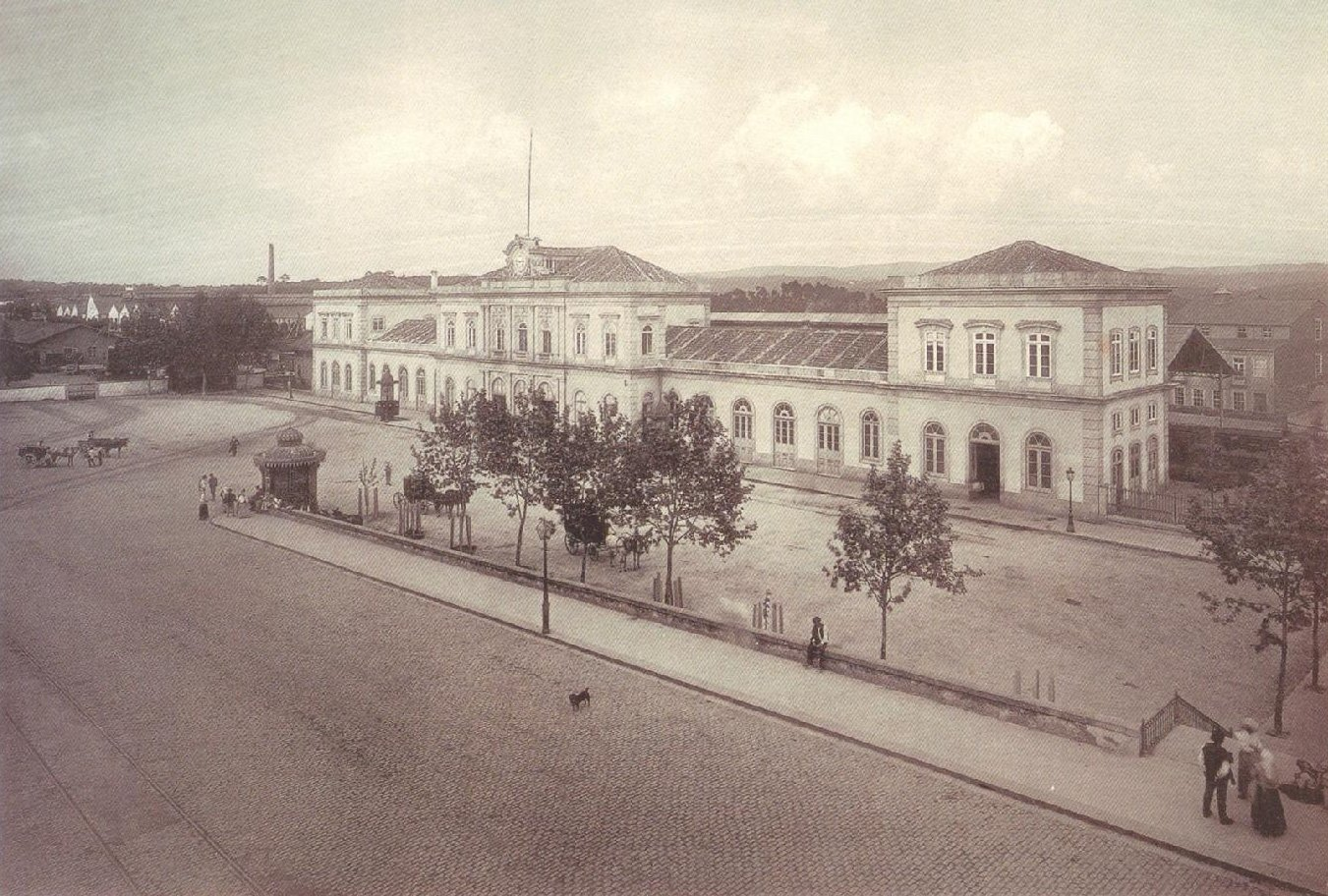
Vista da estação, na transição para o século XX. O edifício à esquerda e ao fundo era a antiga cocheira das locomotivas, que foi demolida quando os serviços oficinais passaram para Contumil.

### Século XX

#### Década de 1900
Em Março de 1901, a Gazeta dos Caminhos de Ferro noticiou a construção de uma escola industrial junto às oficinas da estação de Campanhã.
Em 1902, um tabuleiro metálico foi instalado na Rua da Noeda, com o propósito de expandir as instalações desta estação.

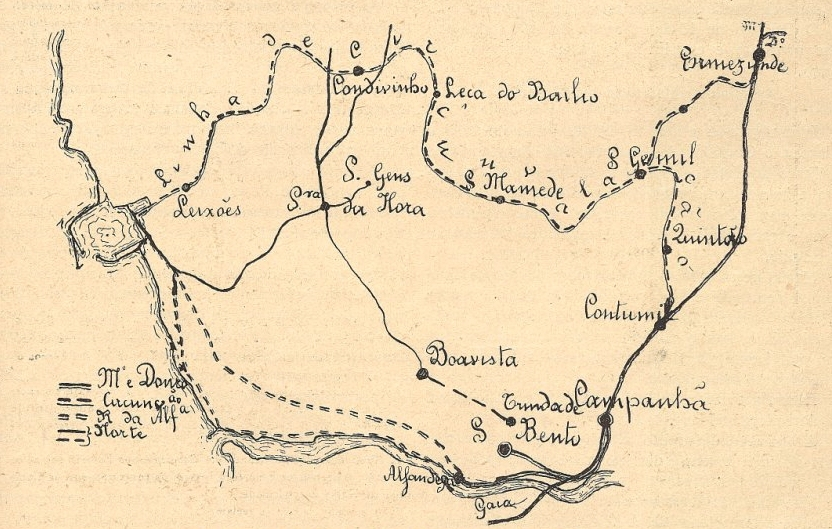
Mapa da Linha de Leixões, com os projectos abandonados para prolongar o Ramal da Alfândega até ao Porto de Leixões.

#### Abertura de Contumil
Quando entrou ao serviço o Ramal da Alfândega, surgiu a ideia de o prolongar até Leixões, de forma a ligar aquele importante porto à rede ferroviária; no entanto, os elevados custos de construção levaram o Conselho Superior de Obras Públicas a pensar num percurso alternativo, que devia sair da Linha do Minho de um local junto a estação de Campanhã. O Plano da Rede Complementar ao Norte do Mondego, decretado em 15 de Fevereiro de 1900, classificou o projecto da nova linha para Leixões, que devia sair de uma nova estação no local de Contomil. Nessa época, verificou-se um grande acréscimo no movimento dos caminhos de ferro, e as instalações na estação de Campanhã tornavam-se incapazes de responder eficazmente à procura. Devido às limitações de espaço, era impossível ampliar o complexo da estação, pelo que se começou a considerar a transferência de parte das funções técnicas, como o estacionamento e tratamento do material circulante, formação e desagregação de comboios, etc., para a nova estação de Contomil, que seria subsidiária da de Campanhã. Em 10 de Setembro de 1903, o governo aprovou a construção da nova estação e a duplicação do troço entre as estações de Campanhã e Contumil. Em 1910, já a nova estação era usada para depósito e classificação de material.

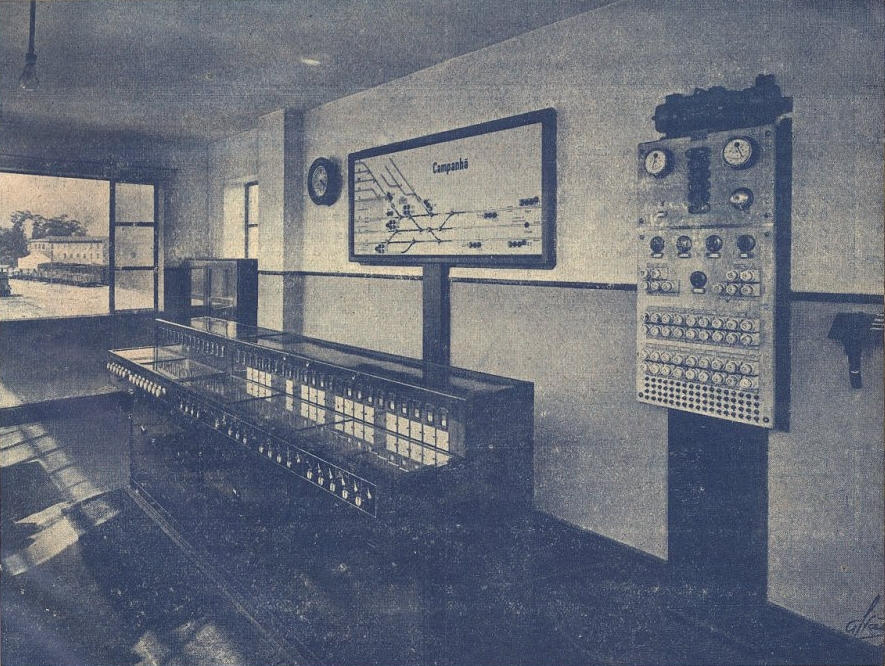
Interior do posto de comando da sinalização.

#### Décadas de 1920 e 1930
Em 15 de Julho de 1926, abriu o Despacho Central de Matosinhos, que fazia serviço de transporte de mercadorias por via rodoviária até Campanhã, de forma combinada entre os Caminhos de Ferro do Minho e Douro e a Empresa Geral de Transportes.
Em 11 de Maio de 1927, a Companhia dos Caminhos de Ferro Portugueses começou a explorar as antigas linhas dos Caminhos de Ferro do Estado, incluindo a Linha do Minho.
Em 1930, foi nomeada uma comissão para preparar o Plano Geral da Rede Ferroviária, decretado ainda nesse ano. Esta comissão estudou um caminho de ferro alternativo à Linha do Norte na zona do Porto, com uma nova estação principal que servisse a cidade, resolvendo desta forma os estrangulamentos de tráfego que se faziam sentir na parte terminal na Linha do Norte, devido principalmente ao facto da Ponte D. Maria Pia ser só de via única e incapaz de suportar as novas locomotivas, mas também por causa dos problemas de espaço que se continuavam a fazer sentir na estação de Campanhã. Com efeito, apesar do movimento de passageiros ter sido em grande parte deslocado para São Bento, e parte do tráfego de mercadorias e as oficinas terem sido transferidos para Contumil, ainda acumulava as funções de terminal para os comboios da Linha do Norte, local de passagem dos comboios do Minho e Douro, gare de pequena velocidade para o tráfego de São Bento. A necessidade de espaço para estas funções, aliada ao facto do complexo ainda estar ocupado pelos Armazéns Gerais, por oficinas e por instalações da tracção, complicava e atrasava as operações ferroviárias. A comissão sugeriu dois locais para a nova estação, o primeiro na Serra do Pilar, na margem esquerda do Rio Douro, com ligação à cidade do Porto pela Ponte D. Luís, enquanto que o segundo seria a Oeste da cidade do Porto, com ponte nova na Arrábida, ficando o troço pela Ponte D. Maria Pia apenas para serviços tranvias. A ponte seria de dois tabuleiros, um de via dupla para os comboios e outro para automóveis. Foram estudados vários locais para a estação, que poderia ficar perto do Jardim da Cordoaria, na zona do Campo Alegre, junto à Avenida da Boavista, ou em Nevogilde, onde poderia entroncar com o prolongamento previsto do Ramal da Alfândega. Também se estudou uma terceira opção, que passava pelo desenvolvimento do sistema existente, através da duplicação da via entre Vila Nova de Gaia e Ermesinde, incluindo a Ponte D. Maria Pia, e a reconversão e ampliação do complexo ferroviário de Campanhã, que ficaria apenas para os comboios de longo curso, passando os suburbanos todos para São Bento. As primeiras duas soluções seriam muito dispendiosas, a primeira porque exigiria a construção de uma grande plataforma onde ficaria a estação, enquanto que na segunda seria necessária uma nova ponte sobre o Douro. Assim, deu-se preferência à terceira opção, a ampliação das infra-estruturas já existentes, sendo a via triplicada entre Vila Nova de Gaia e Contumil, através da construção de uma nova ponte de via dupla, e alterado o complexo ferroviário de Campanhã, segundo um projecto do engenheiro Vicente Ferreira. No entanto, estas obras não chegaram a avançar, devido à crise que os caminhos de ferro atravessaram a partir dos aos 30.

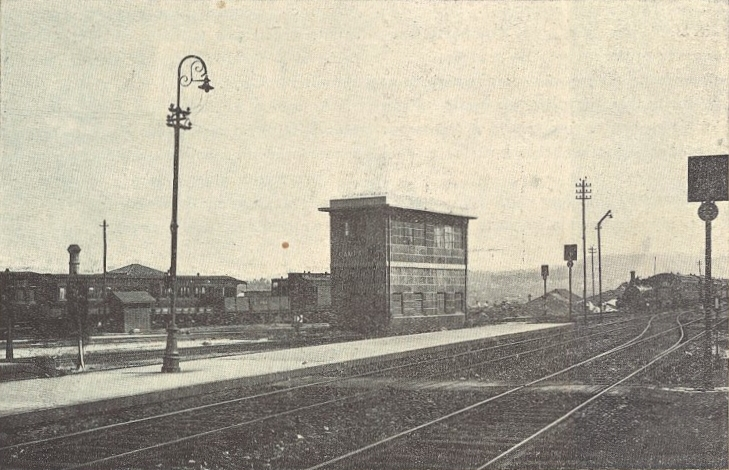
Posto de comando da sinalização, na década de 1930.

Em 1931, a Direcção Geral de Caminhos de Ferro instalou um sistema de sinalização e de encravamentos eléctricos entre as estações de São Bento e de Campanhã, de forma a permitir a duplicação da via neste troço, o que se concluiu no ano seguinte. Esta obra teve desde logo um considerável sucesso, descongestionando ambas as estações, e acelerando assim a circulação naquele troço. Ainda em 1932, foi montado um sistema de sinalização eléctrica nesta estação.
Em 1933, foram feitos melhoramentos na toma de água, foi aprovada a construção de muros de suporte, uma ligação entre plataformas, e duas placas baixas para o descarregamento de mercadorias, e foi instalada a sinalização no lado Norte da estação. Em Maio desse ano, a Comissão Administrativa do Fundo Especial de Caminhos de Ferro aprovou o orçamento da Companhia dos Caminhos de Ferro Portugueses para substituir a linha do cais na estação de Campanhã.
Em 1934, foi aprovada a instalação de um telefone e de uma campainha de chamada em cada plataforma da estação, as vias foram modificadas, e o edifício da estação foi alvo de reparações parciais. Em Julho desse ano, a Comissão Administrativa do Fundo Especial de Caminhos de Ferro aprovou a instalação de iluminação eléctrica na extremidade do cais n.º 5. Os equipamentos de sinalização electromecânica, instalados no topo Sul da estação de Campanhã, estiveram entre os primeiros deste tipo na rede da Companhia dos Caminhos de Ferro Portugueses. Em 1935, uma comissão encontrava-se a estudar o alargamento da estação, empreendimento para o qual teriam de ser demolidas as oficinas, e substituídas pelas de Contumil.
Nos anos 30, as oficinas da estação de Campanhã, embora destinadas ao material de via larga, foram por vezes utilizadas nas grandes reparações do material circulante dos caminhos de ferro de bitola estreita afluentes da Linha do Douro, uma vez que as instalações oficinais de cada linha não tinham capacidade para estas operações. Nesta década, foram introduzidos novos métodos de trabalho nas principais oficinas da C. P., incluindo a de Campanhã, que aumentaram a produtividade e reduziram os custos.

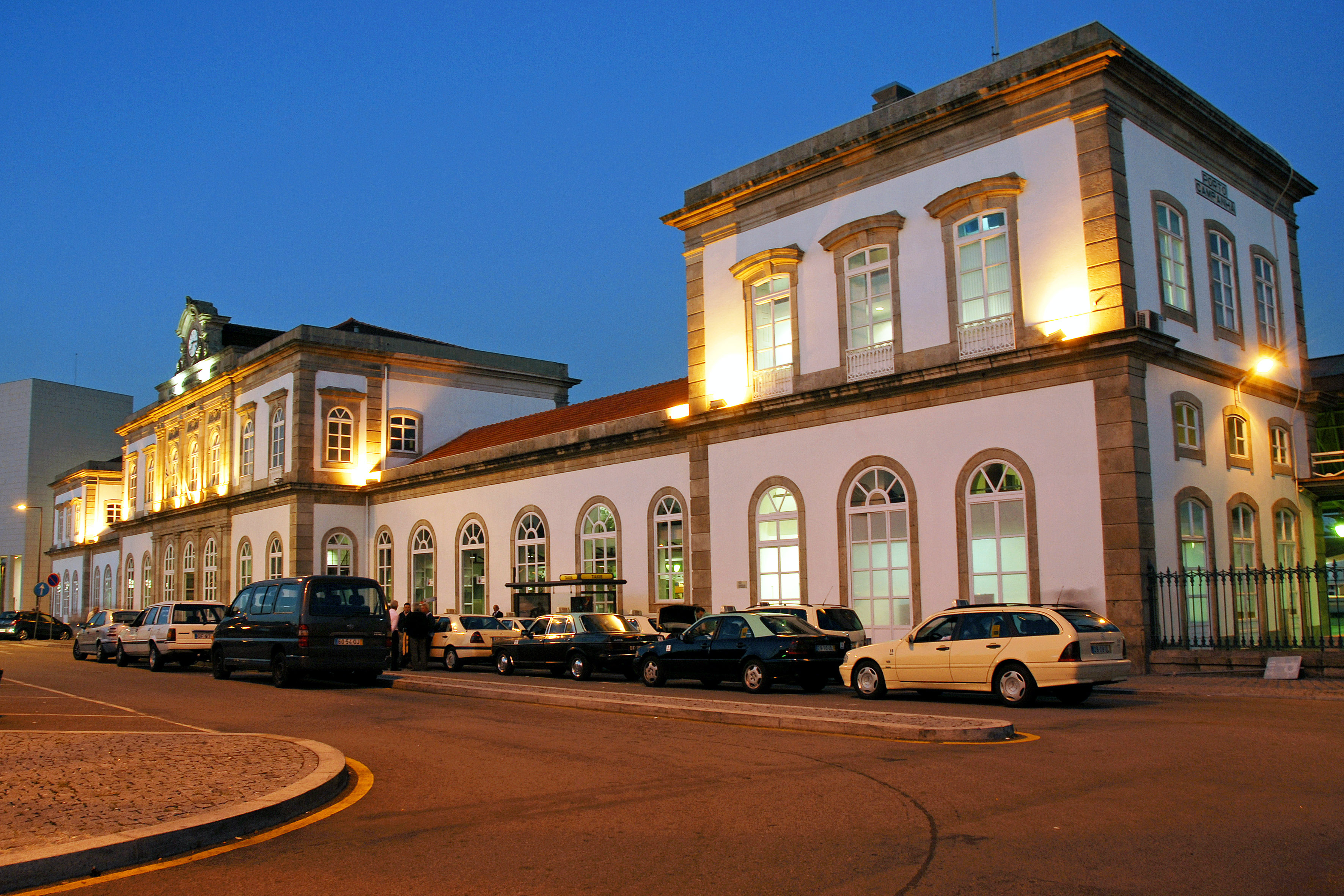
Edifício da estação, em 2008.

#### Décadas de 1940 e 1950
Um diploma da Direcção Geral dos Caminhos de Ferro, publicado no Diário do Governo n.º 27, II Série, de 2 de Fevereiro de 1940, aprovou o projecto para a construção de uma linha de saco na estação de Campanhã, com o orçamento de 103.747$00.
Em 1945, foi inaugurado o armazém de víveres da estação de Campanhã após a sua ampliação, que foi projectada por Cottinelli Telmo entre 1943 e 1945.
Em 8 de Novembro de 1947, o funcionário José Gonçalves Vianês salvou uma senhora que tinha atravessado as vias em Campanhã sem se ter apercebido que estava prestes a passar um comboio, tendo sido condecorado com a medalha de prata de Mérito, Filantropia e Generosidade. A cerimónia de entrega da medalha teve lugar na gare de Campanhã, em 4 de Dezembro do ano seguinte. Em 2 de Maio de 1948, foi organizado um comboio especial entre as estações de Campanhã e Leixões, para uma festa de confraternização dos ferroviários do Porto. Um diploma da Direcção-Geral de Caminhos de Ferro, publicado no Diário do Governo n.º 239, II Série, de 13 de Outubro de 1948, aprovou o processo de expropriação de cinco parcelas de terreno próximo das oficinas da estação de Campanhã, para proceder à regularização do talude do aterro junto das oficinas.
Em 1952, foram concluídos trabalhos de reforço da Ponte D. Maria Pia, permitindo o acesso das locomotivas a gasóleo desde a zona a Sul do Rio Douro até á gare de Campanhã, principalmente para assegurar os comboios de longo curso. Em 1953, iniciaram-se os serviços do comboio Foguete, que ligava a estação de Lisboa - Santa Apolónia a Campanhã em cerca de quatro horas e vonte minutos.
Em Junho de 1955, a Companhia dos Caminhos de Ferro Portugueses já tinha anunciado a sua intenção de electrificar a Linha do Norte e as linhas suburbanas do Porto. A primeira fase só englobaria as Linhas de Sintra e Cintura de Lisboa e a Linha do Norte até ao Entroncamento, enquanto que as duas fases seguintes se debruçariam sobre o resto da Linha do Norte e os troços entre as estações de Campanhã a Ermesinde e São Bento.

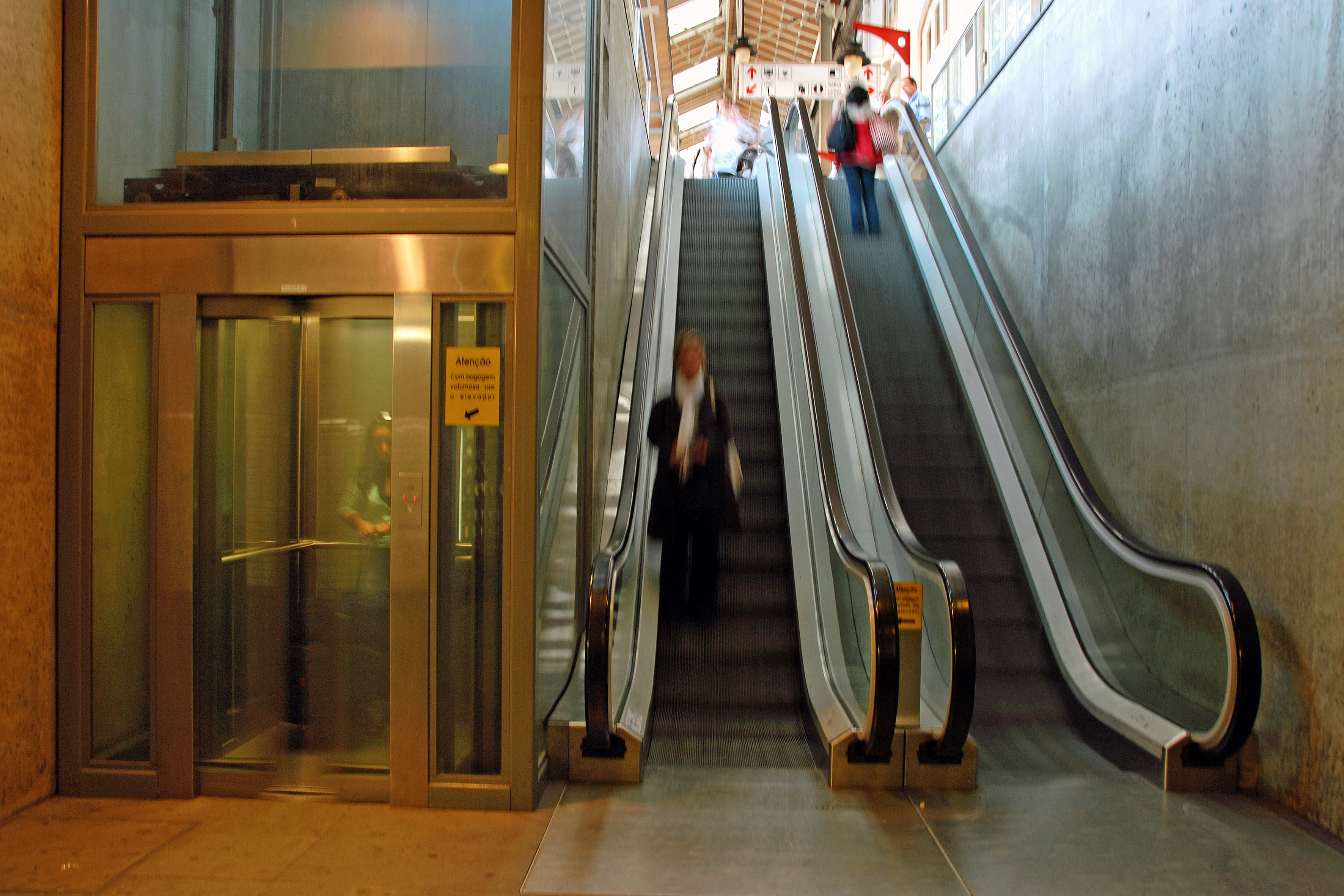
Escadas rolantes no interior da estação, em 2008.

#### Décadas de 1960 e 1970
Entre 1963 e 1964, foram executados os trabalhos de preparação para a futura electrificação até à estação de Campanhã, que incluíram a desmontagem da marquise. Com a progressiva expansão da rede electrificada, as locomotivas a vapor passaram a ser relegadas para outras zonas, como a estação de Campanhã, que acolheu por exemplo as locomotivas da Série 070 a 097. O projecto de modernização também contemplou a renovação dos equipamentos de gestão do tráfego, tendo o antigo posto de sinalização Siemens na estação de Campanhã, do tipo electromecânico com agulhas motorizadas, sido integrado nas novas instalações de sinalização. Em 11 de Março de 1969, um despacho aprovou o projecto para uma terceira via entre as estações de Campanhã e Contumil.
Em 1971, esta interface passou a ter um serviço directo de ligação com a cidade espanhola de Corunha, cujo percurso, no ano seguinte, foi reduzido para Vigo.

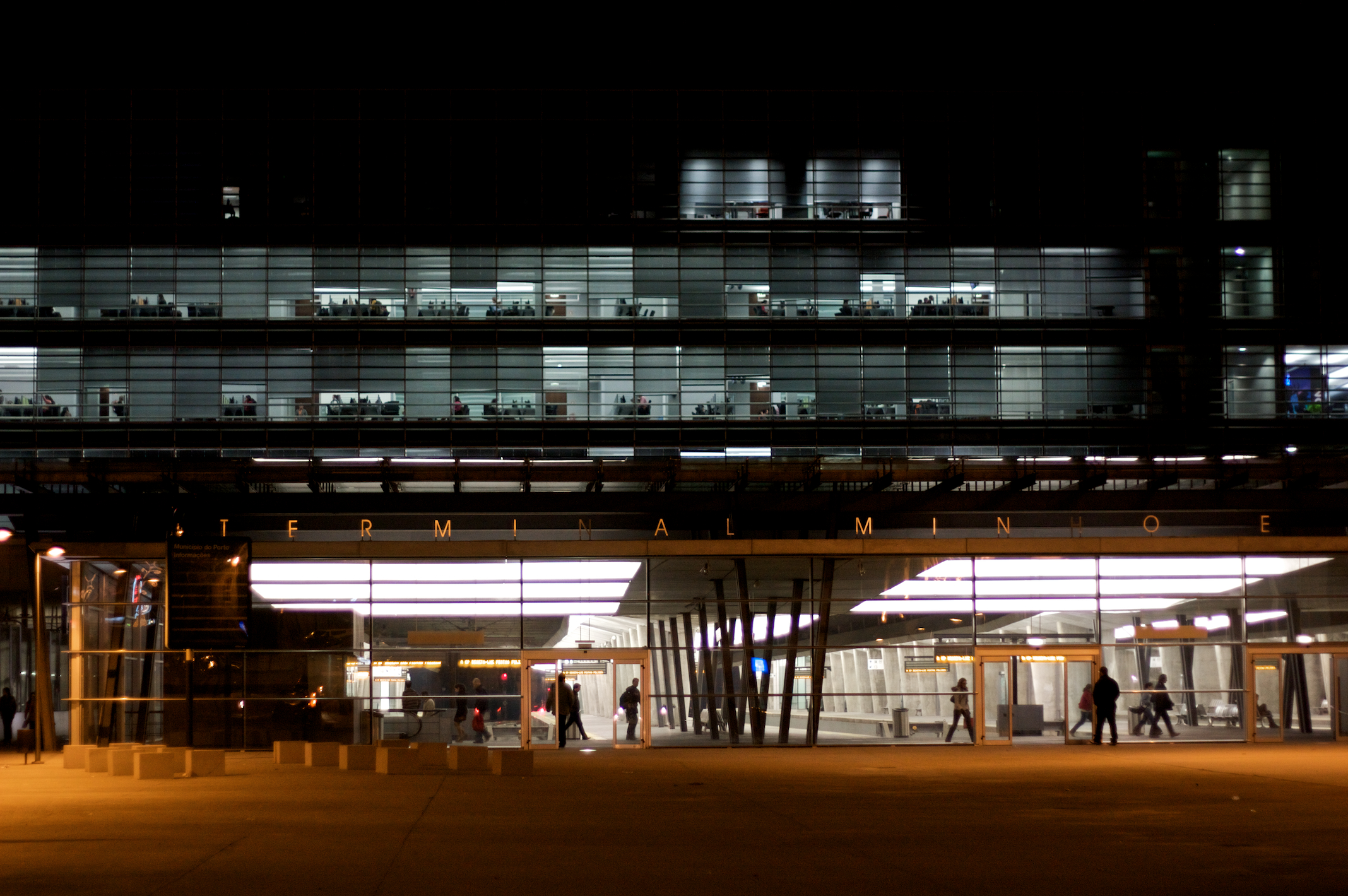
Terminal Minho e Douro, integrado na estação de Campanhã, em 2009.

#### Década de 1990
Na década de 1990, o Gabinete do Nó Ferroviário do Porto iniciou um projecto de modernização das vias férreas em redor do Porto, que incluiu a instalação de novos equipamentos de sinalização, do tipo Solid State Interlocking, no topo Sul da estação de Campanhã, e no troço até Vila Nova de Gaia. Também foi instalada a sinalização electrónica entre São Bento e Nine.
Todos os equipamentos de sinalização eram controlados a partir de um posto central de telecomando no sistema Centralized traffic control, instalado na estação de Campanhã.
Em 1996, já tinha sido concluída a instalação dos novos sistemas entre as estações de Campanhã e Vila Nova de Gaia, e estava em fase de concurso a construção do posto central de telecomando. Nesse ano, estavam a decorrer as obras de construção de mais quatro vias entre Campanhã e Contumil, das quais duas permitiriam a exploração independente das linhas do Minho e Douro, enquanto que as outras duas, de serviço, iriam servir de acesso directo à Linha de Leixões e ao estaleiro para o tratamento de composições de longo curso, na estação de Contumil.

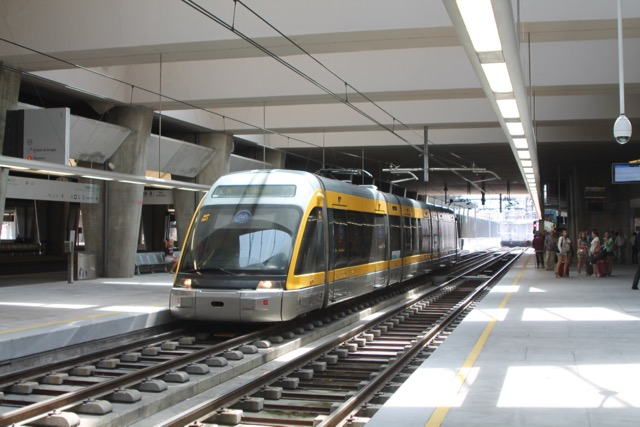
Cais do Metro do Porto.

A estação propriamente dita foi alvo de um dos projectos do Nó Ferroviário do Porto, uma vez que era o centro do sistema, uma importante interface de comboios de passageiros locais, regionais e de longo curso, e local de passagem de composições de mercadorias; com efeito, em 1996 recebia e expedia, nas alturas de maior carga, mais de 450 comboios por dia. Um dos principais objectivos da modernização foi racionalizar a ocupação do espaço disponível, de forma a optimizá-la para as funções de estação terminal e de correspondência ferroviária, com os serviços Auto-Expresso e de encomendas expresso, além de servir de passagem para os comboios urbanos com origem e destino em São Bento. Esta intervenção visava o fim das operações de mercadorias, e de manutenção, tratamento e estacionamento do material circulante, funções que seriam transferidas para outras interfaces. Também seria modificada a rede viária em redor da estação, com a construção de uma ligação à Via de Cintura Interna, e a instalação de um terminal rodoviário, obras que envolveriam a Câmara Municipal do Porto e a Junta Autónoma das Estradas.

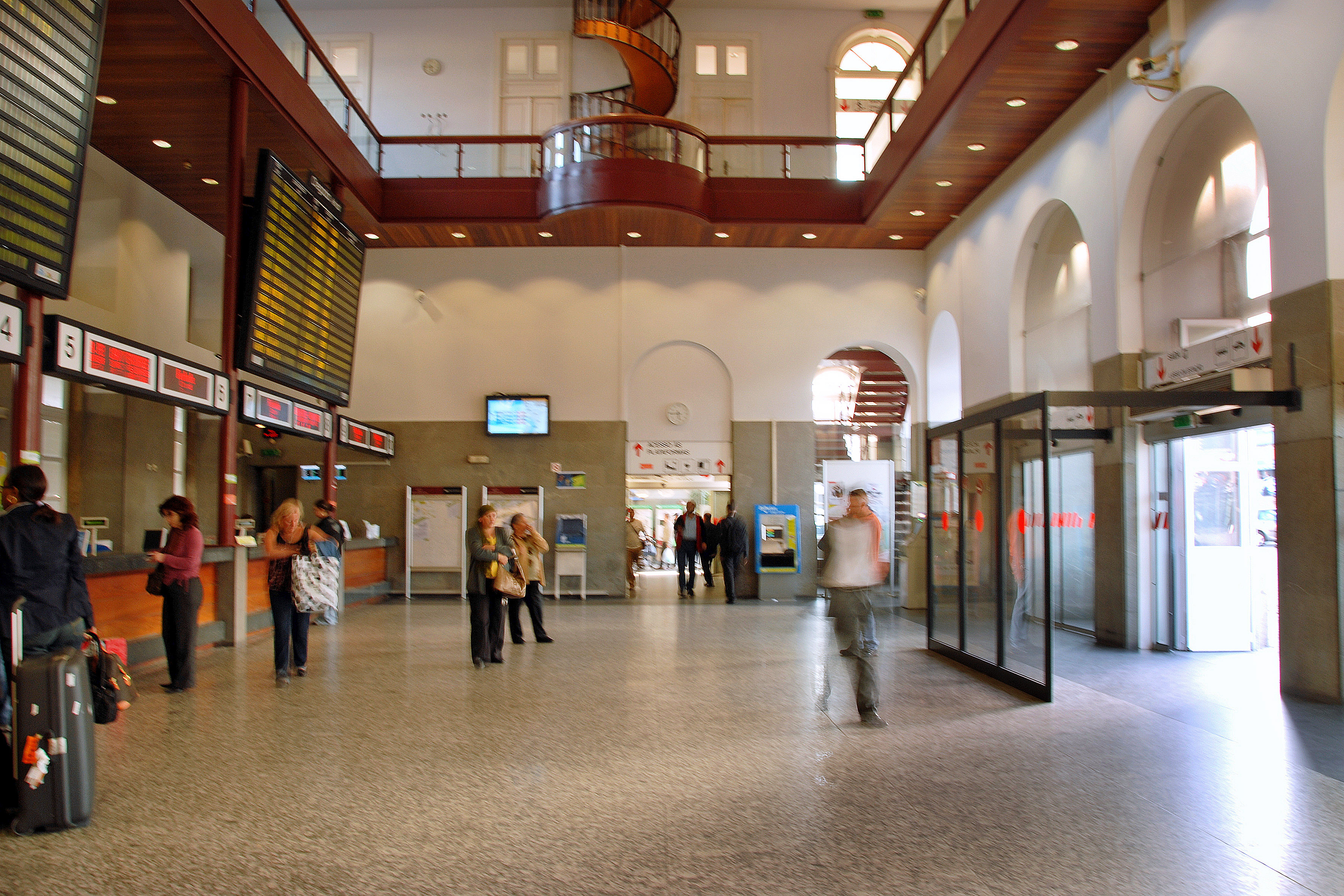
Interior da gare de Campanhã, em 2008.

Em 1992, o Gabinete do Nó Ferroviário do Porto construiu o Complexo Oficinal de Guifões, para substituir as oficinas da Empresa de Manutenção de Equipamento Ferroviário na estação de Campanhã, de forma a libertar o espaço para instalar uma gare intermodal. Em 1996, já tinha sido realizado um estudo da estação com a cooperação da autarquia e do Serviço de Transportes Colectivos do Porto, sobre a organização do espaço e a sua utilização por parte de várias empresas operadoras. Em Abril de 1999, foi concluído o projecto de renovação da estação, que incluiu a remodelação do antigo edifício com novos espaços para as bilheteiras, um restaurante e uma sala de espera; esta intervenção, dirigida pelo Gabinete do Nó Ferroviário do Porto e pela Rede Ferroviária Nacional, inseriu-se no âmbito da modernização das vias férreas a Norte do Porto e da construção da Ponte de São João.

Também esteve prevista a instalação de uma gare de mercadorias em São Mamede de Infesta, que iria concentrar todas as instalações dispersas por várias estações, incluindo a de Campanhã, mas o projecto foi suspenso devido à oposição da autarquia de Matosinhos.

### Século XXI
Em 2024, foi anunciado que será construído um novo edifício da estação de Campanhã para receber serviços de alta velocidade até 2030 que será “como uma ponte” sobre as linhas ferroviárias.